# ビルケナウ (オーデンヴァルト)
ビルケナウ (ドイツ語: Birkenau, ドイツ語発音: [ˈbɪrkəna‿u]) はドイツ連邦共和国ヘッセン州ベルクシュトラーセ郡に属す自治体（町村、以下本項では便宜上「町」と記載する）。この町は「日時計の里」というニックネームを持つ。

## 地理

### 位置
この町はハイデルベルクの北約25km、マンハイムの北東約20kmのオーデンヴァルト内に位置する。連邦道B38号線に面し、ヴェシュニッツ川が町内を貫いて流れる。

### 隣接する市町村
ビルケナウは、北はメルレンバッハ、東はアプトシュタイナハ、南はゴルクスハイマータール、西はヴァインハイムとヘムスバッハ（ともにバーデン＝ヴュルテンベルク州ライン＝ネッカー郡）と境を接する。

### 自治体の構成
| - ビルケナウ - ブーフクリンゲン - ホルンバッハ - カルシュタット | - レールバッハ - ニーダー＝リーバースバッハ - ライゼン - シュノレンバッハ |

### 気候
ベルクシュトラーセに近い位置にあるビルケナウは穏やかな気候で、ドイツでは珍しく早くからアーモンドの花が咲く。

## 歴史

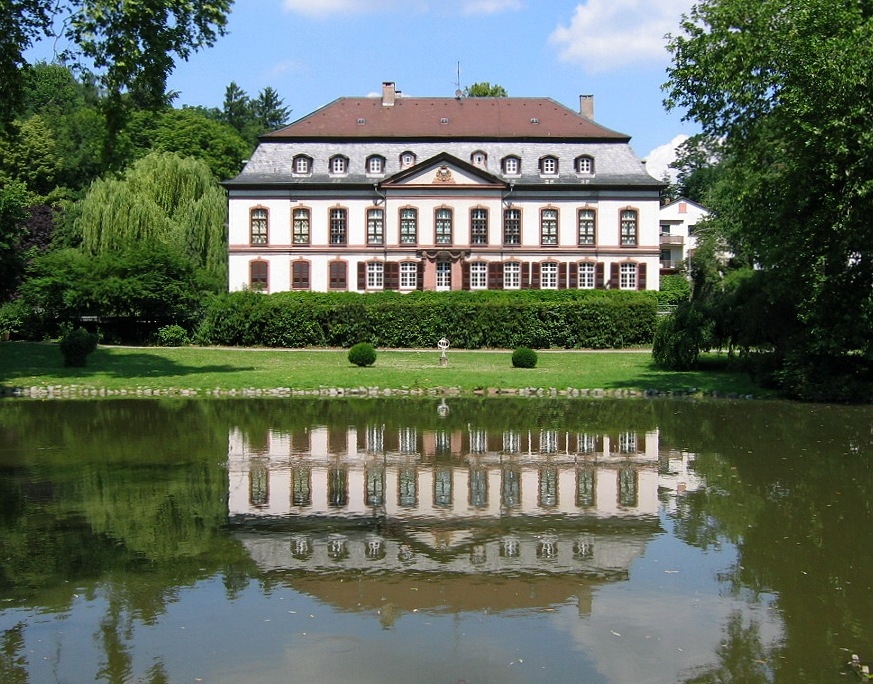
ビルケナウ城

ビルケナウは、795年にロルシュ修道院の所領としてロルシュ文書に初めて記録されている。1232年にロルシュ修道院の所領はマインツ大司教領に移された。これに対してホルンバッハとバルツェンバッハはプファルツ選帝侯領であり、このため宗教改革後には信仰が異なった。1552年に町役場が、1771年にはヴァムボルト・フォン・ウムシュタットの城館が建設された。1964年に人口は5,000人を超えた。1967年に保養地に、1979年には空気の清浄な保養地に指定された。この称号は盛んな観光業によるが。新たな施設申請は行われていない。1995年にビルケナウは創立1200年祭を祝った。

## 行政

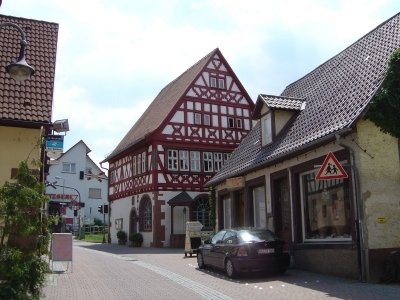
ビルケナウの町役場

### 議会
ビルケナウの町役場は37議席からなる。

### 友好都市
- ラ・ロシュフコー(La_Rochefoucauld)（フランス、シャラント県）

### 紋章
図柄: 赤地に、根まで描かれた銀のシラカバ (=Birke)とその上に銀の鎹。
この紋章の意匠の一部は16世紀の印章や標石にまで遡ることができるが、その意味は不明である。特に鎹の意味については議論がなされている。1926年7月22日の文書で、ヘッセン州内務省はこの町に前述の紋章の使用権を認可した。

## 経済

### 観光
ビルケナウのシュノレンバッハには、滑走ゲレンデ(450m)とスキーリフトを持つヴウィンタースポーツ場がある。夏には、グラススキーを楽しむことができる。このゲレンデには照明施設も整備されている。

### 交通
ビルケナウはライン＝ネッカー交通連盟のサービス提供地域に位置している。ビルケナウ駅は、ヴァインハイム - フュルト間を結ぶヴェシュニッツタール鉄道の駅である。この駅では、1時間ごと、平日の乗降客が多い時間帯には30分ごとにドイツ鉄道のレギオナルバーンが発着する。
また、連邦道B38号線がビルケナウ町内を通っている。1999年のザウコプフトンネルの開通で、この道路は基本的には町の郊外を通るようになった。旧B38号線は州道L3408号線となった。

### 公共施設
- ビルケナウ屋外プール
- ランゲンベルク屋内プール

### 教育
- 基礎課程学校: 2校
- 本課程・実科学校: 1校

## 文化と見所

### 建築
- 歴史的な町役場: さらし台と距離基準器がある。1552年建造で、ベルクシュトラーセで最も古い町役場である。
- ビルケナウ城と城館附属庭園: バロック様式の城。
- 日時計の里: 100基以上の日時計がある。
- ビルケナウ日時計学校

### 自然
ビルケナウ周辺には多くの自然保護地域があり、かなりの数の遊歩道が整備されている。この遊歩道では、ノロジカ、様々な鳥、ノウサギなど土着の動物を見ることができる。時にはキツネの巣穴を見つけることもある。

## 交通
TSVビルケナウはハンドボールチームで全国的に有名である。男子ハンドボールチームは、ハンドボール・ブンデルリーガ1部でプレイしており、1974年にはフィールド・ハンドボールのドイツ・チャンピオンになった。

## 引用
1. ↑  Hessisches Statistisches Landesamt: Bevölkerung in Hessen am 31.12.2023 (Landkreise, kreisfreie Städte und Gemeinden, Einwohnerzahlen auf Grundlage des Zensus 2011)]
2. ↑  Max Mangold, ed (2005). Duden, Aussprachewörterbuch (6 ed.). Dudenverl. p. 203. ISBN 978-3-411-04066-7